# Lenta.ru

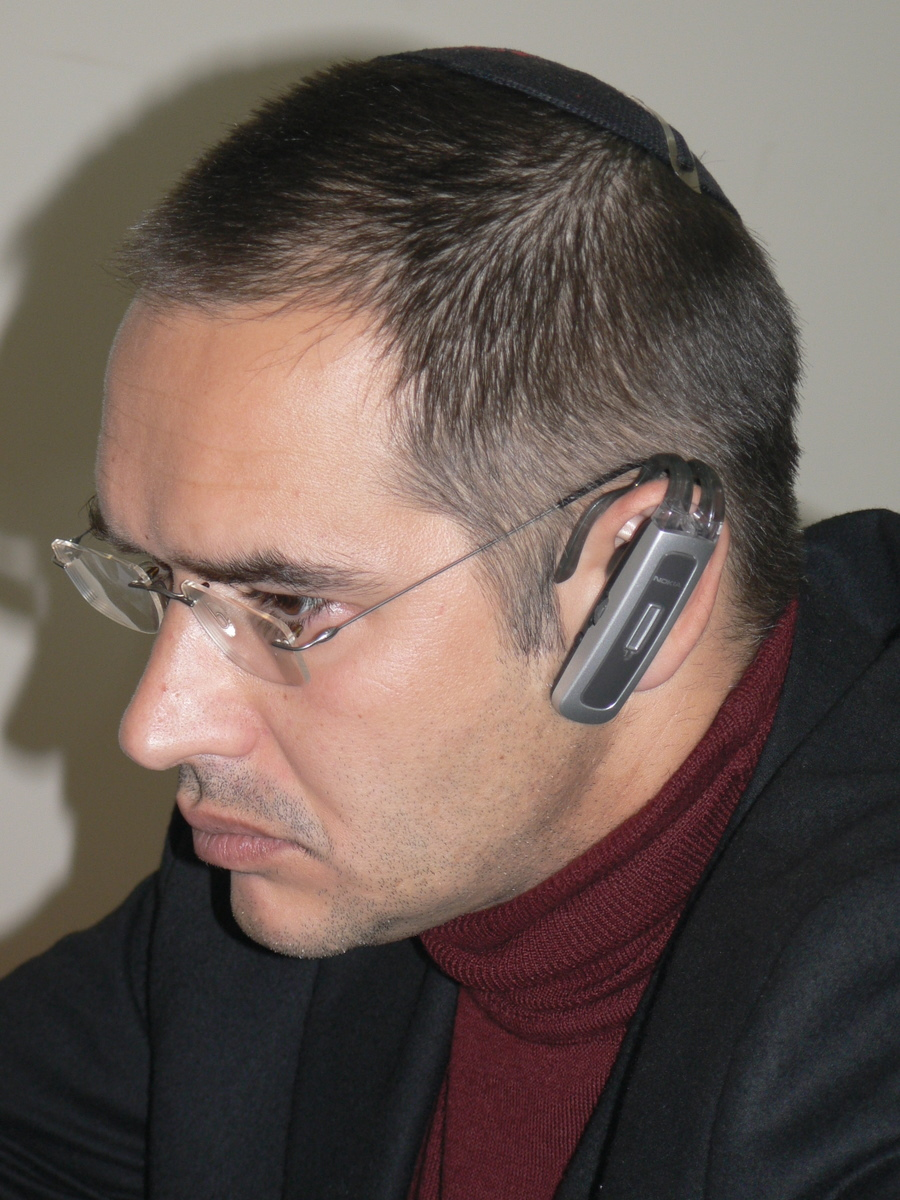
Antón Nosik es un fundador de Lenta.ru.

Lenta.ru es un periódico en línea ruso (en lengua rusa) que se ha convertido en uno de los más visitados en el Runet.
Fue fundado en 1999 por Antón Nosik con Gleb Pavlovsky. Anton Nossik también fue el director del blog de la empresa SUP que compró el servicio de blog USA LiveJournal en 2007.
Desde el año 2000, Lenta.ru pertenece al Rambler Internet Holding.
Tiene cientos de miles de visitas diarias, y ofrece tanto noticias como artículos promocionales.